# August von Bibra (1775–1844)
August Friedrich Wilhelm Freiherr von Bibra (zur Unterscheidung zu seinem gleichnamigen Sohn wird der Name vielfach mit d. Ä. (der Ältere) ergänzt) (* 20. November 1775 in Oberlind; † 17. Oktober 1844 in Weilburg) war nassauischer Oberjägermeister und Landtagsabgeordneter.

## Leben
August von Bibra war 1787 bis 1803 Marineoffizier, zunächst in nassau-oranischen und ab 1795 in sachsen-meiningischen Diensten. Er studierte Forstwissenschaften und trat 1803 in nassau-weilburgische Dienste. 1815 wurde er Oberforstmeister, 1816 Oberforstbeamter in Weilburg. Er wurde zum Oberjägermeister und zum nassauischen Kammerherren ernannt.
1832 bis 1833 gehörte er als Vertreter des Prinzen Friedrich der Niederlande der Herrenbank der Landstände des Herzogtums Nassau an.

## Familie
Hauptartikel: Bibra (Adelsgeschlecht)
August von Bibra war der Sohn des Oberforst- und Oberjägermeisters und Geheimrats Eugen Georg August Gottfried Freiherr von Bibra (* 22. April 1743; † 3. Mai 1802) und dessen Frau Charlotte Wilhelmine Johannette Catherine, geborene von Künßberg (* 29. März 1752; 23. Februar 1819). Einer seiner Brüder war der Meininger Landtagsmarschall Carl Friedrich Wilhelm Gottlob von Bibra.
August von Bibra heiratete 1812 in erster Ehe Henriette Auguste Sophie Charlotte, geborene Freiin von Bibra (* 4. Juli 1770; † 24. Juli 1813 in Weilburg), die Tochter des sachsen-meiningischen Oberst und Oberhofmarschall Carl Freiherr von Bibra und dessen Frau Luise geborene Freiin von Dungern. Sohn aus dieser Ehe:
- Friedrich (1813–1851) ⚭ 1848 Wilhelmina Hild (1809–1897)

In zweiter Ehe heiratete er am 15. Oktober 1815 in Weilburg Amalie Caroline Luise Henriette, geborene Freiin Löw von und zu Steinfurth (* 16. Mai 1794 in Weilburg; † 30. September 1854 in Kirberg), der Tochter des Oberzeugmeisters, Oberjägermeisters und Staatsrates Friedrich Philipp Freiherr Löw von und zu Steinfurth und dessen Frau Dorothea Wilhelmine geborene Rabe von Canstein. Sohn aus dieser Ehe:
- August von Bibra (d. J.), späterer Oberforstmeister, Regierungsrat und Abgeordneter der ersten Kammer der nassauischen Landstände, ⚭ 1842 Julie Maria Erath (1822–1898)